# سنگ‌نگاره و سنگ‌نوشته کرتیر در نقش رستم
سنگ‌نگاره و سنگ‌ نوشته کرتیر یکی از آثار بازمانده از دورهٔ ساسانی است که در محوطهٔ نقش رستم و در پشت سنگ‌نگاره پیروزی شاپور بر امپراتوران روم تراشیده شده‌اند. در حدود سال ۲۸۰ میلادی و دورهٔ پادشاهی بهرام دوم به فرمان کرتیر موبد موبدان، در پشت سر شاپور، تکه‌ای از کوه را تراشیده‌اند و نقش نیم‌تنهٔ کرتیر را به آن افزودند. کرتیر بی ریش و رو به راست نقش شده، و کلاه بلند نیم استوانه‌ایش دارای علامتی مانند قیچی است که از نقوش دیگر وی در نقش رجب، سنگ‌نگاره بهرام دوم و درباریان و در سرمشهد شناخته‌است. وی انگشت سبابهٔ دست راست را به نشانهٔ ستایش به سوی شاپور دراز کرده‌است و حالت احترام به خود گرفته، گردنش با گردنبندی حلقه حلقه‌ای آراسته شده، و نیم‌تنه پوشیده‌است و دو سر ردایش با سگکی حلقه‌دار در جلوی سینه به هم وصل می‌باشد.
در آن هنگام باید کرتیر هفتاد ساله یا بیش تر بوده باشد. بنابراین موی مجعد انبوه زیر کلاه او باید شکوه مصنوعی بوده باشد. در این جا پیش از هر چیز یک نکته حائز اهمیت است: کرتیر نشانی بر روی کلاه خود دارد به شکل یک قیچی بزرگ. ظاهرأ کلاه او در نگارهٔ نقش رجب نیز چنین نشانی داشته است که امروز چیزی از آن قابل تشخیص نیست. این قیچی را سمبلی از قدرت تصمیم گیری او در مقام بالاترین مقام قضایی کشور دانسته اند که قدرت داشته است بزرگترین مسائل را بِبُرد.
در پایین تنهٔ کرتیر، کتیبه‌ای به خط و زبان فارسی میانه کنده‌اند که بسیار آسیب دیده‌است، اما گویا در آغاز آن، از اردشیر نام رفته و به همین جهت می‌پندارند که کار کرتیر در دربار از زمان اردشیر آغاز گشته‌است. این نوشته دارای ۷۹ سطر است که بسیاری از آنها آسیب دیده‌است. این کتیبه مانند کتیبه کرتیر در سرمشهد در نزدیکی کازرون دارای دو بخش است. بخش اول شامل سطرهای ۱ تا ۴۹ که به معرفی کرتیر می‌پردازد و بخش دوم از ۴۹ تا ۷۳ به معراج او اشاره کرده‌است و از آنجا تا پایان مؤخرهٔ کتیبه‌است. از میان چهار کتیبهٔ کرتیر احتمالاً کتیبهٔ سرمشهد از نظر زمانی از همه قدیمی‌تر و احتمالاً تحریر اصلی است و پس از آن به ترتیب این کتیبه و سپس کتیبه کرتیر در کعبه زرتشت و در آخر کتیبه کرتیر در نقش رجب قرار دارند.